# Ai no tame ni.
Singles de Aya Ueto
Binetsu
(2003) Kaze/Okuru kotoba
(2004)
Ai no tame ni. (愛のために。) est le 7esingle de Aya Ueto sorti sous le label Pony Canyon le 4 février 2004 au Japon, produit par Tetsurō Oda. Il atteint la 6e place du classement de l'Oricon. Il se vend à 31 006 exemplaires la première semaine, et reste classé pendant 15 semaines, pour un total de 99 470 exemplaires vendus. C'est son single le plus vendu à ce jour.
Ai no tame ni. a été utilisé comme thème musical pour le drama Ace wo Nerae!. Ai no Tame ni. se trouve sur l'album MESSAGE, sur l'album remix UETOAYAMIX et sur la compilation Best of Aya Ueto: Single Collection.

## Liste des titres
| 1. | Ai no tame ni.                | Tetsurō Oda     | Tetsurō Oda                                | 5:08 |
| 2. | Arigatō                       | Akira Nakazawa  | Miki Watabe                                | 4:05 |
| 3. | Binetsu -1980 BOOGIE STYLE-   | Hiromasa Ijichi | Watabe Miki, Mizushima Yasutaka, Koma2 Kaz | 6:06 |
| 4. | Ai no tame ni. ~Instrumental~ | Tetsurō Oda     | Tetsurō Oda                                | 5:03 |

## Interprétations à la télévision
- Music Station (6 février 2004)
- Hey! Hey! Hey! Music Champ (5 avril 2004)
- Music Station Super Live 2004 (24 décembre 2004)
- 55e Kōhaku Uta Gassen (31 décembre 2004)